# Stepper

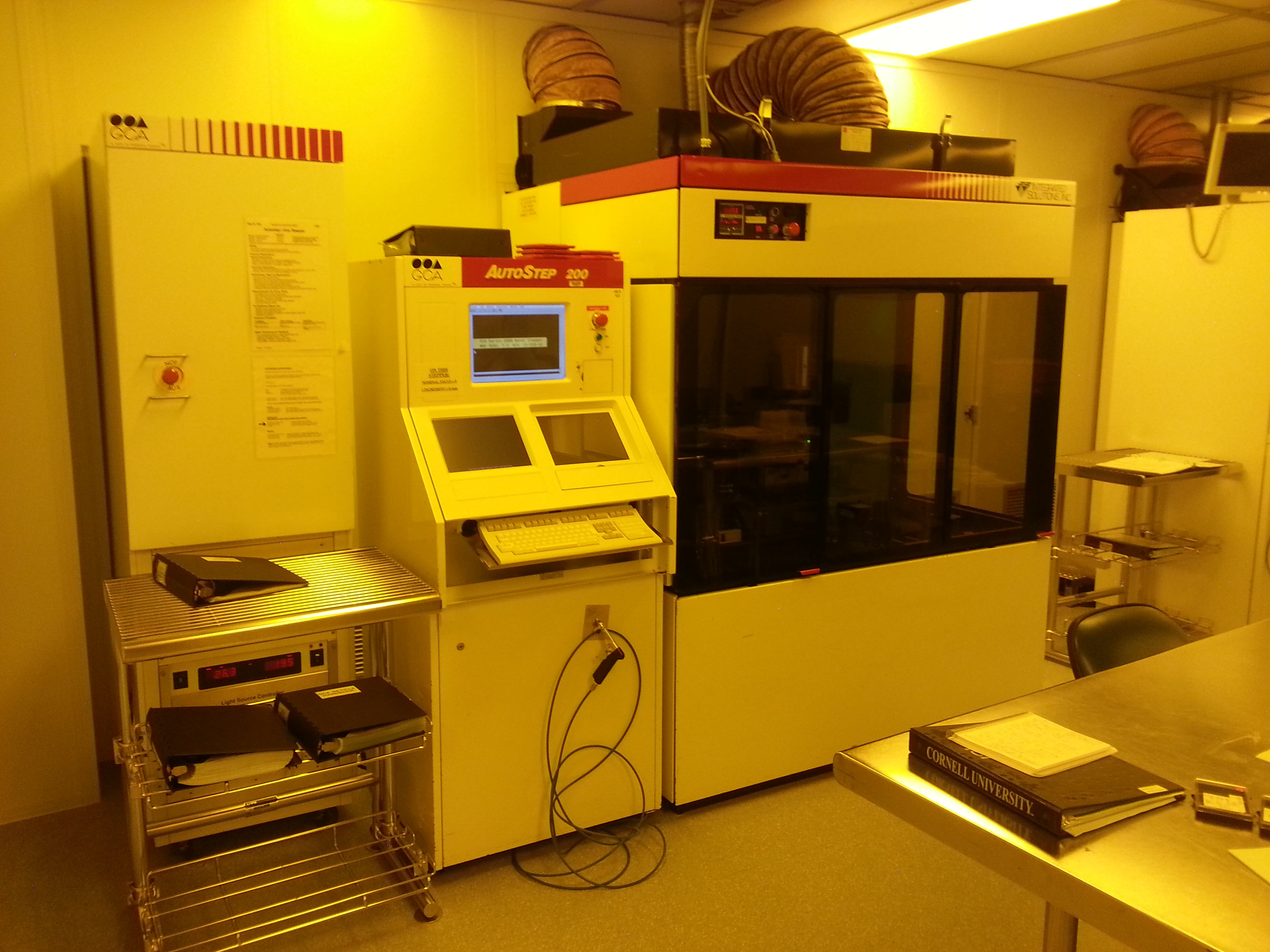
GCA Autostep, sistema de litografía de proyección, (stepper) en Cornell NanoScale Science and Technology, Estados Unidos.

Un stepper (Tecnología de semiconductores) es un dispositivo utilizado en la fabricación de circuitos integrados que es similar en funcionamiento a un proyector de portaobjetos o una ampliadora fotográfica. El término stepper es una abreviatura de «cámara de paso y repetición». Los steppers son una parte esencial del complejo proceso denominado fotolitografia, que crea millones de elementos microscópicos de circuito sobre la superficie de chips minúsculos de silicio. Estos chips forman el núcleo de los circuitos integrados como procesadores de ordenador, chips de memoria, y muchos otros dispositivos.

## La función del stepper en la fotolitografia
Antes de los steppers, las obleas estaban expuestas a alineadores de máscara. Los elementos que más tarde se crearon en los circuitos integrados son reproducidos en un patrón de zonas transparentes y opacas en la superficie de una placa de cuarzo llamado máscara fotográfica o retícula. El stepper pasa la luz a través de la retícula, formando una imagen del patrón de esta. La imagen es enfocada y reducida por una lente, y se proyecta sobre la superficie de un oblea de silicio que está cubierta con resina fotosensible.
Después de la exposición en el stepper, la oblea recubierta se desarrolla como una película fotográfica, lo cual hace que el material fotosensible se disuelva en determinadas zonas según la cantidad de luz que las zonas han recibido durante la exposición. Estas áreas con y sin material fotosensible reproducen el patrón en la retícula. La oblea desarrollada es entonces expuesta a ácidos u otras sustancias químicas. El ácido expulsa el silicio en las partes de la oblea que ya no están protegidas por el recubrimiento de resina fotosensible. Se utilizan otros productos químicos para cambiar las características eléctricas del silicio en las áreas desnudas. Entonces la oblea es limpiada y recubierta con resina fotosensible, a continuación se pasa a través del stepper de nuevo en un proceso que crea el circuito sobre el silicio, capa por capa. El proceso entero es llamado fotolitografía o ingeniería de foto.
Cuando la oblea es procesada en el stepper, el patrón de la retícula (el cual puede contener un número de patrones de chip individuales) es expuesto repetidamente por encima de la superficie de la oblea en una cuadrícula. El stepper recibe su nombre del hecho de que mueve la oblea de un lugar a otro. Esto se consigue a través de mover la oblea adelante y atrás y de izquierda a derecha bajo la lente del stepper. Las generaciones anteriores de equipamiento fotolitográfico exponían la oblea entera a la vez; un stepper, sin embargo, trabaja sobre una área limitada, pero es capaz de conseguir una resolución más alta.
Desde 2008 la mayoría de los patrones más detallados en la fabricación de circuitos integrados son transferidos utilizando un tipo de stepper llamado escáner, el cual mueve la oblea y la retícula, una respecto de la otra, durante la exposición, como manera de incrementar el tamaño del área expuesta y aumentando el rendimiento de la imagen de la lente.

## Subconjuntos principales
Un stepper típico tiene los siguientes subconjuntos: cargador de obleas, etapa de oblea, sistema de alineación de la oblea, cargador de la retícula, etapa de la retícula, sistema de alineación de la retícula, lente de reducción y sistema de iluminación. Los programas de proceso por cada capa impresa en la oblea son ejecutados por un sistema de control que se encuentra centrado en un ordenador que almacena el programa de proceso, lo lee, y comunica con los diversos subconjuntos del stepper a la hora de llevar a cabo las instrucciones del programa. Los componentes del stepper son contenidos en una cámara sellada la cual se mantiene a una temperatura precisa para impedir distorsiones en la impresión de patrones que podrían ser causadas por la expansión o contracción de la oblea debido a variaciones de temperatura. La cámara también contiene otros sistemas que permiten el proceso, como aire acondicionado, fuentes de alimentación, tableros de control por los diversos componentes eléctricos y otros.

## Operación básica
Las obleas de silicio son cubiertas con resina fotosensible, y colocadas en un casete que aguanta un número de obleas. Esto es entonces colocado en una parte del stepper denominada cargador de obleas, normalmente situado en la parte inferior del stepper.
Un robot en el cargador de la oblea toma una de las obleas del casete y la carga sobre la etapa de obleas donde es alineada para habilitar otro, un proceso de alineación más preciso que tendrá lugar más adelante.
El patrón del circuito por cada chip es contenido en otro patrón grabado en cromo en la retícula, la cual es un plato de cuarzo transparente. Una retícula típica utilizada en steppers es de 6 pulgadas y tiene una área utilizable de 104mm por 132mm.
Una variedad de retículas, cada una apropiada para una etapa del proceso, es mantenida en un estante en el cargador de retícula, normalmente situado en la parte superior del frente del stepper. Antes de que la oblea sea expuesta, una retícula es cargada a la etapa de retículas por un robot, donde es alineada de manera muy precisa. Dado que la misma retícula se puede utilizar para exponer muchas obleas, se carga antes de exponer una serie de obleas, y se realinea periódicamente.
Una vez que la oblea y la retícula están en su lugar y alineadas, la etapa de obleas, la cual es movida de manera muy precisa en las direcciones X e Y (recto y relativo) con el método de tornillo sin fin o motores lineales, lleva la oblea de forma que el primero de los muchos patrones a ser expuestos sobre ella son localizados bajo la lente, directamente bajo la retícula.
Aunque la oblea es alineada una vez es colocada sobre la etapa de oblea, esta alineación no es suficiente para asegurar que la capa de circuito que se imprimirá sobre la oblea se superponga exactamente a las capas anteriores que ya están allí. Es por ello que cada toma es alineada utilizando marcas especiales de alineamiento, las cuales están en el patrón por cada chip final de circuitos. Una vez que esta precisa alineación es completada, la toma es expuesta a la luz desde el sistema de iluminación del stepper que pasa a través de la retícula a través de una lente de reducción, quedando sobre la superficie de la oblea. Un programa de proceso determina la longitud de la exposición, la retícula utilizada, así como otros factores que afectan la exposición.
Cada toma se ubica en un patrón de cuadrícula en la oblea y se expone a su vez mientras la oblea es movida adelante y atrás bajo la lente. Cuando todas las tomas en la oblea son expuestas, la oblea es descargada por el robot cargador de obleas, y otra oblea toma su lugar en la etapa. La oblea expuesta es finalmente se mueve a un revelador donde la resina fotosensible en su superficie es expuesta a sustancias químicas en desarrollo que limpian las áreas de la resina fotosensible, basándose en si fueron expuestos a la luz que pasó a través de la retícula o no. La superficie desarrollada es entonces sometida a otros procesos de fotolitografía.